# 神馬

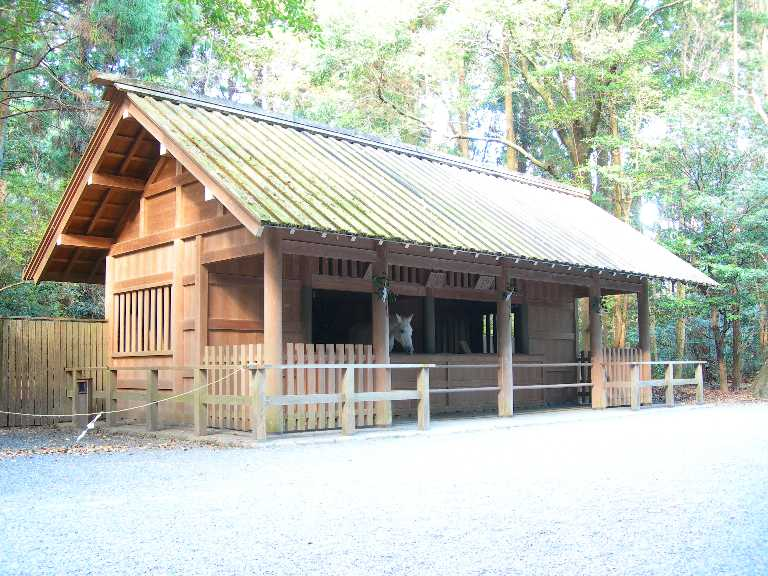
豊受大神宮（伊勢神宮の外宮）にある御厩。神馬「丘昭号（おかあき）」

神馬（しんめ/じんめ、かみうま）は、神が騎乗する馬として神聖視された馬である。日本の神社に奉献され、あるいは祭事の際に登場する馬を指す。馬の種類に特に決まりはないが、一般的に白馬を重んじる。

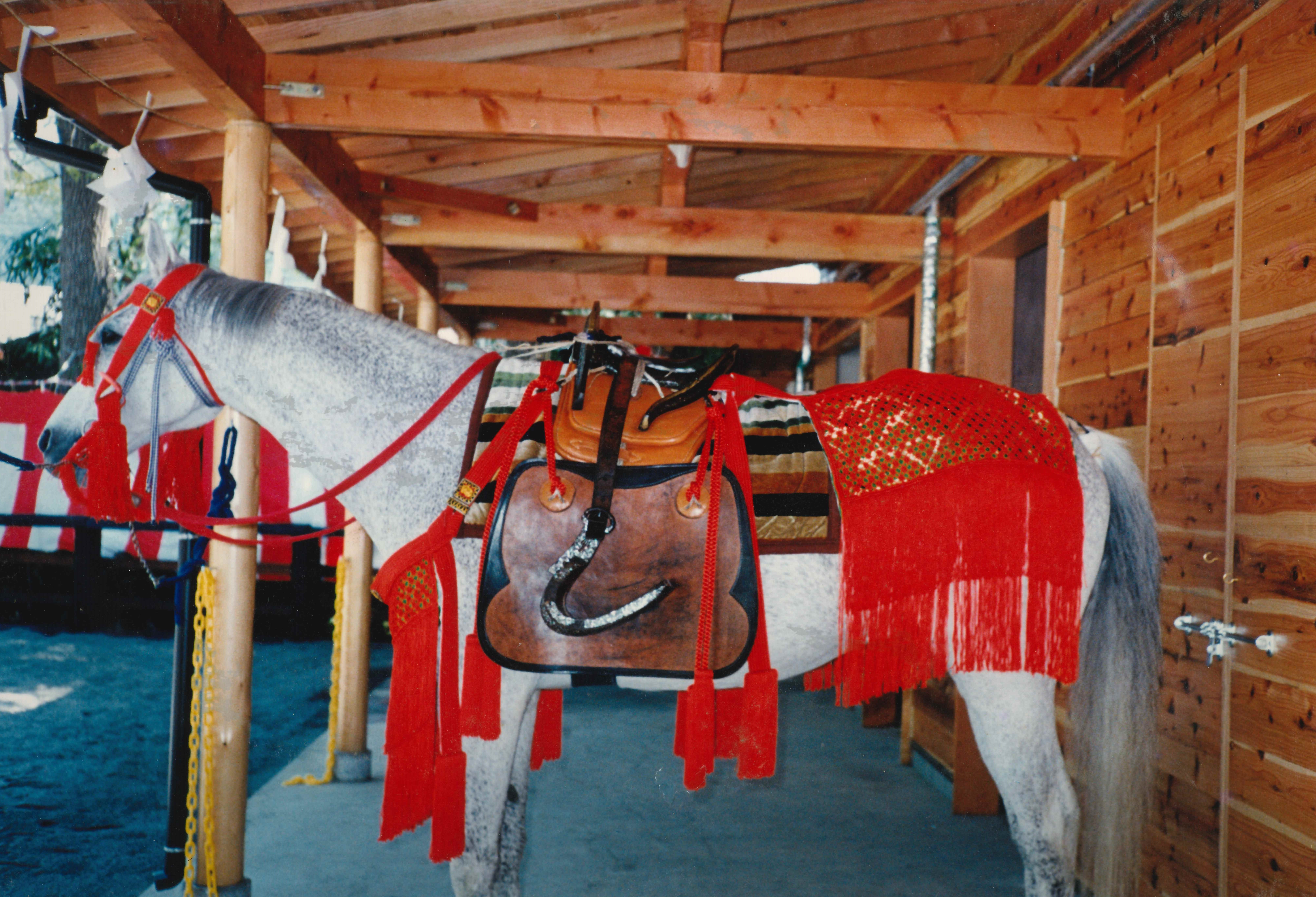
奉納された神馬。競走馬を引退したサラブレッドが、神馬として奉納されている（山梨県富士吉田市　冨士山下宮小室浅間神社）

## 概要

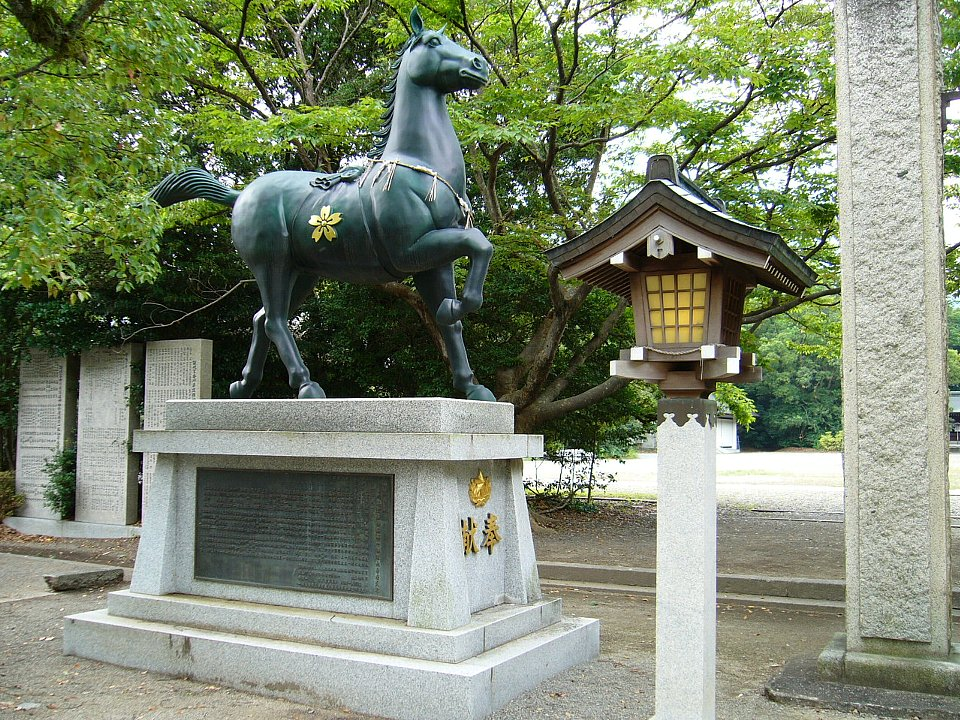
金属製の神馬像（香川縣護國神社）

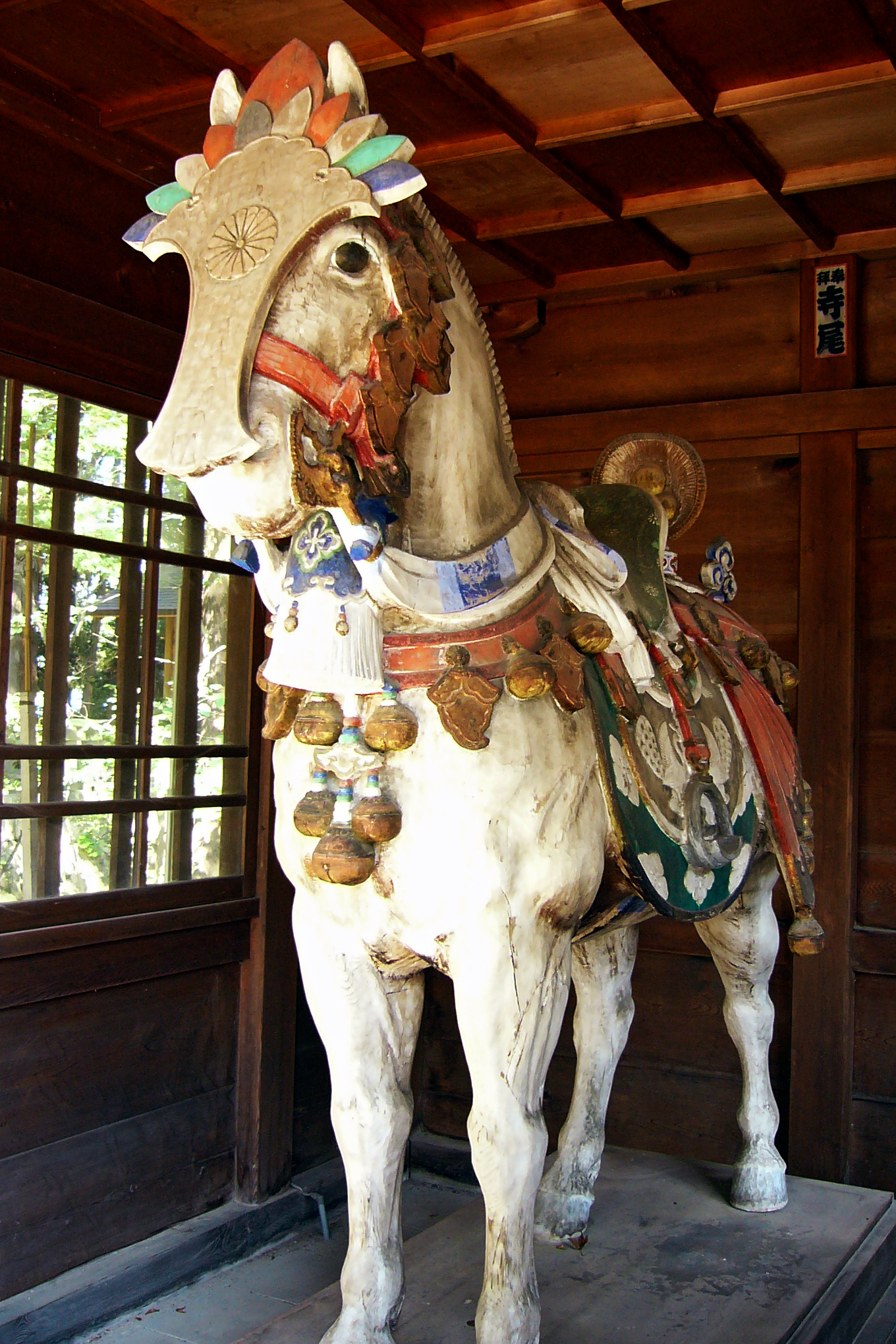
木製の神馬像（穂高神社）

奈良時代から祈願のために馬を奉納する習わしがある。奉納者は一般の民間人から皇族まで様々である。
小規模な神社ではその世話などが重荷となること、また高価であり献納する側にとっても大きな負担となることから、絵馬などに置き換わっていった。また、等身大の馬の像をもって神馬とすることも多い。
『延喜式』3巻26条では、雨を願う時には黒毛の馬を、晴れを願う時には白毛馬をそれぞれ献納するという記述がある。後代になり、能の演目の一つである「絵馬」では、神が黒馬の絵馬・白馬の絵馬を掛ける内容になっている。中世の武士は戦争での勝利を祈願するために神馬を奉納した（例として、「神馬に関する歌」を参照）。古くからの神社の中に「神馬舎」・「神厩舎」が馬の存在如何を問わずに設置されている所があるのは、神馬の風習の名残である。
また、祭りなどにおいて多量の馬を使用する場合もあり、一時的に神馬と呼ぶ場合もある。競走馬を引退したサラブレッドが、神馬として奉納されるケースもある。
吉兆としての神馬の場合、中国『符瑞図』（編纂顧野王）に、「青い馬（黒毛で青みのある馬）で、髪と尾の白いのは神馬である」とあり、『続日本紀』神護景雲2年（768年）9月11日条に、7月11日に肥後国から得た神馬の記述が見られる。

## 神馬を飼育している神社
- 伊勢神宮
- 神田明神
- 平塚八幡宮
- 多度大社
- 住吉大社
- 宇佐神宮
- 日光東照宮
- 上賀茂神社
- 石清水八幡宮
- 吉川八幡神社（豊能町）
- 相馬中村神社
- 金刀比羅宮
- 冨士山下宮小室浅間神社
- 石切剣箭神社
- 大和国鹿島香取本宮
- 丹生川上神社下社
- 大石神社（京都市山科区）

## 神馬に関する歌
- 『吾妻鑑』の建久6年（1195年）4月27日条に、将軍家の使いとして神馬を引いて来た梶原景時が住吉社に馬を奉じると共に、和歌を一種殿柱にしるしつく。
  - 「我が君の 手向（たむけ）の駒を 引きつれて 行末遠き しるしあらわせ」

## 神馬の写真

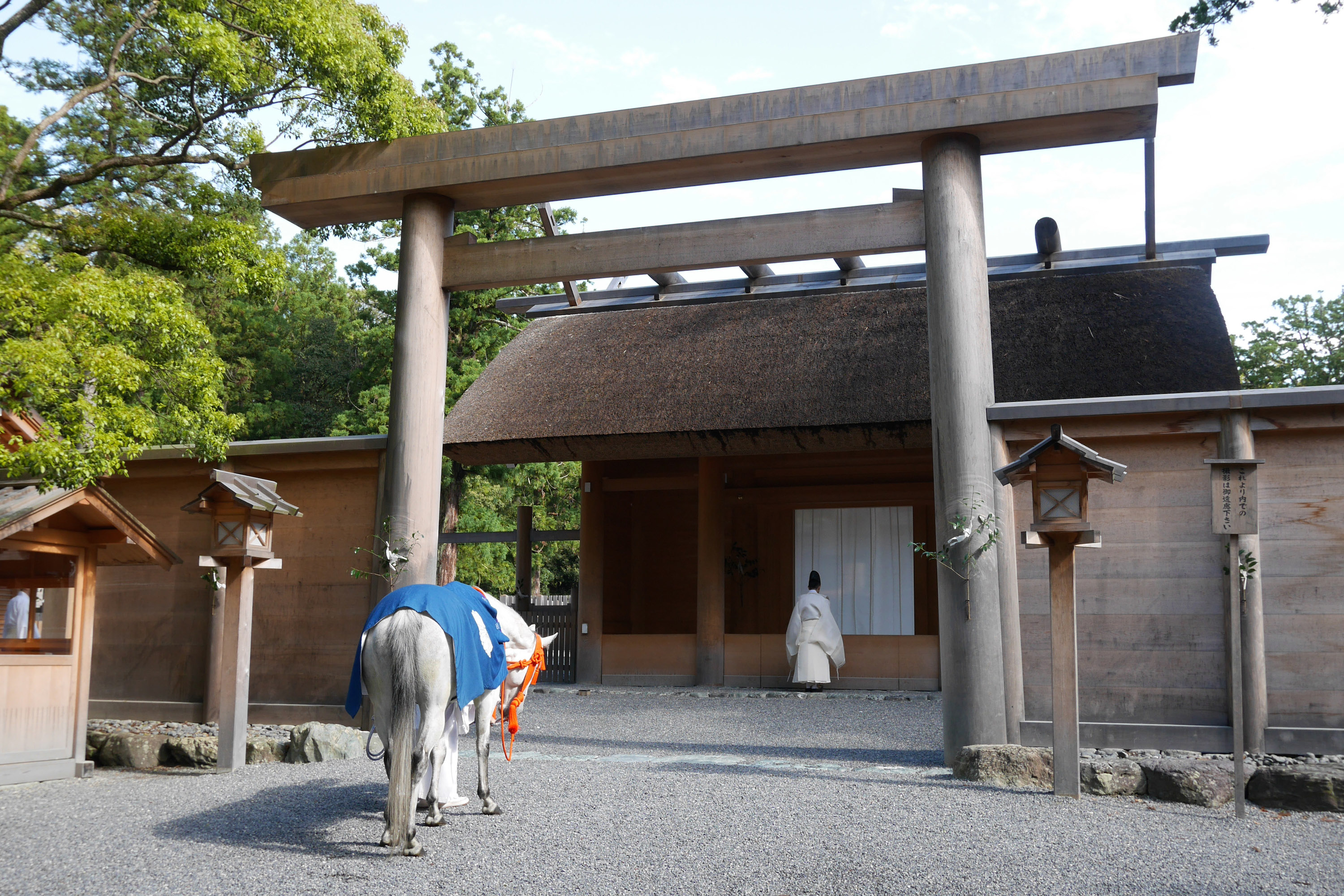
衣装を着けた神馬。（豊受大神宮・伊勢神宮/外宮）。
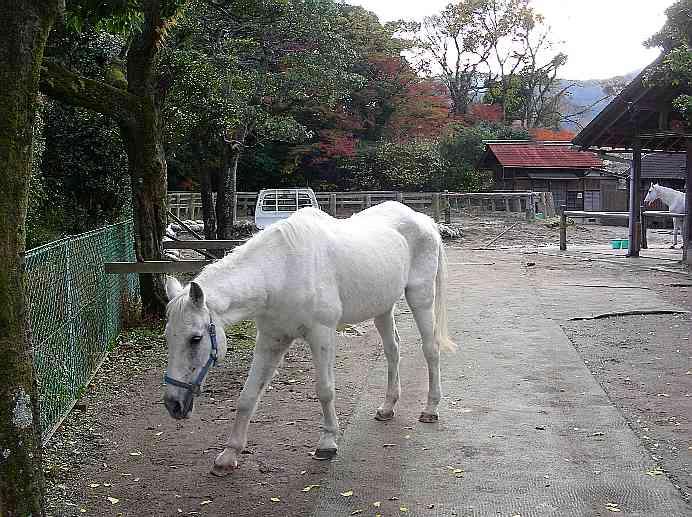
神宮司庁内宮神馬休養所で休養する神馬。（三重県伊勢市）
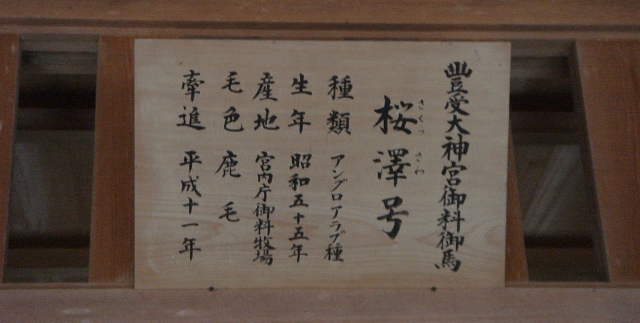
神馬『桜澤号（さくらさわ）』宮内庁御料牧場産のアングロアラブ種の鹿毛。（豊受大神宮・伊勢神宮/外宮）
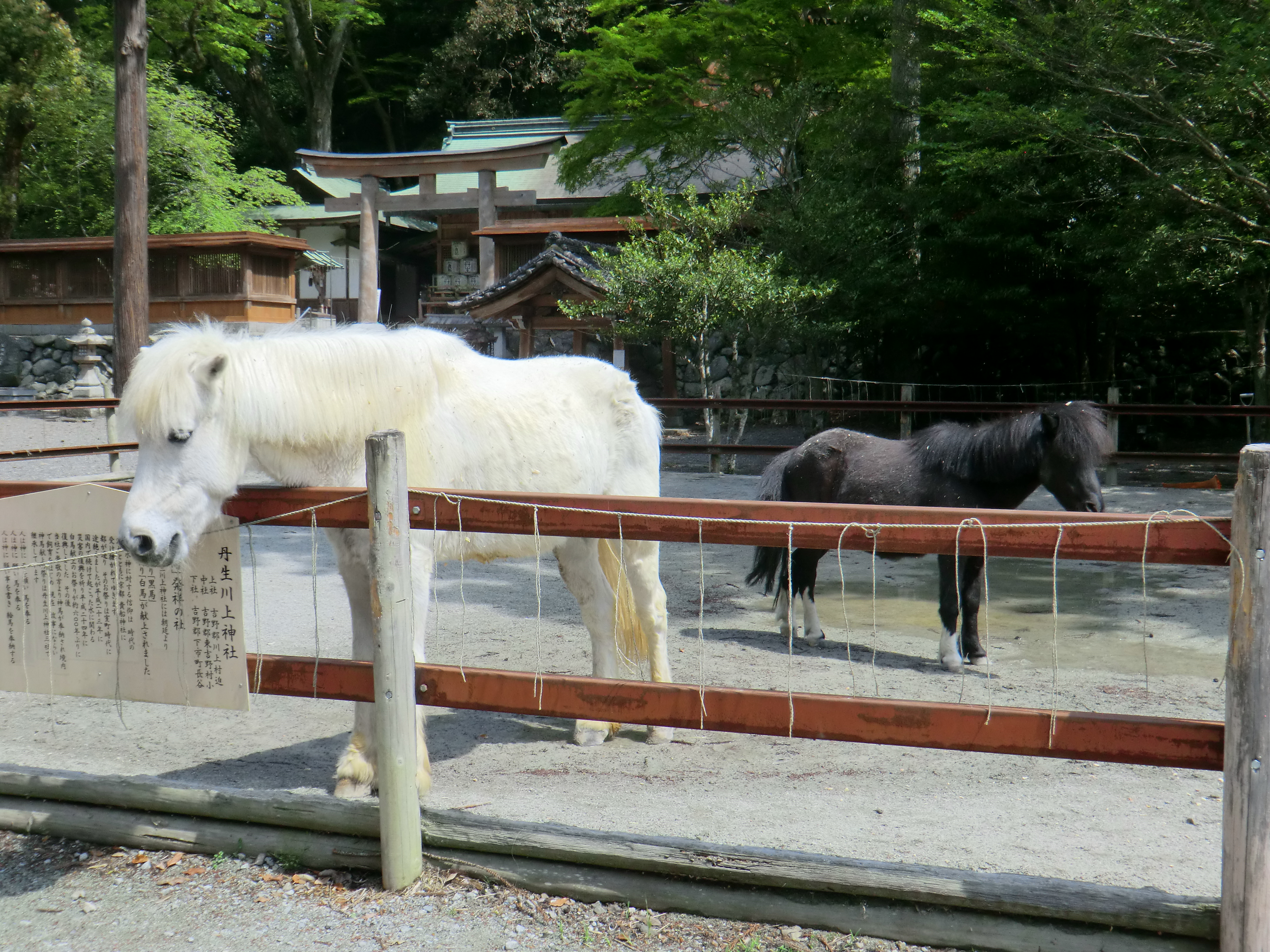
丹生川上神社下社にて。（奈良県下市町）
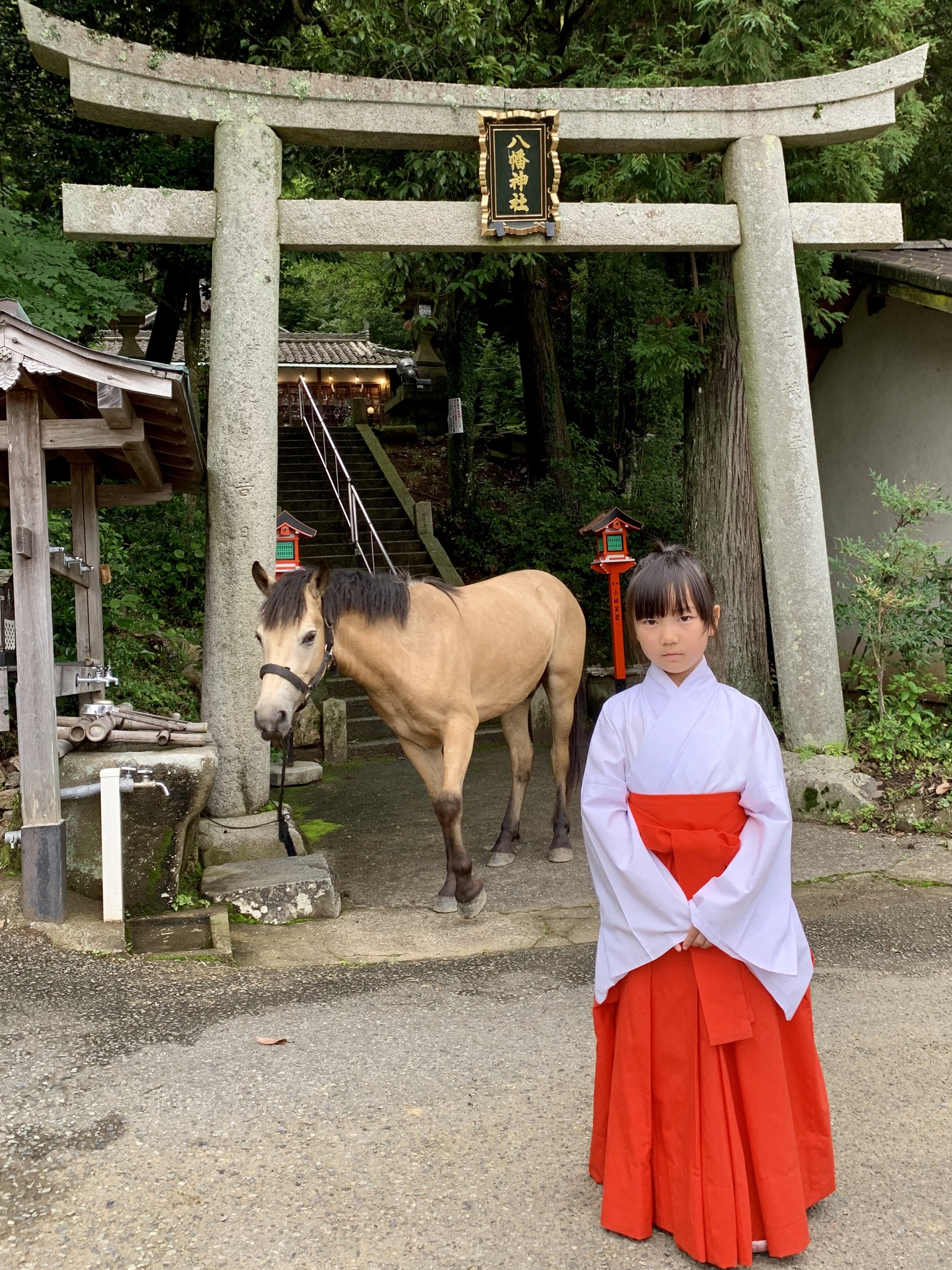
御神馬『いづめ』平成29年7月23日生まれ 和種半血 河原毛 セン馬。川原毛は黄金色に実った稲穂の色として豊作の象徴と考えられている。
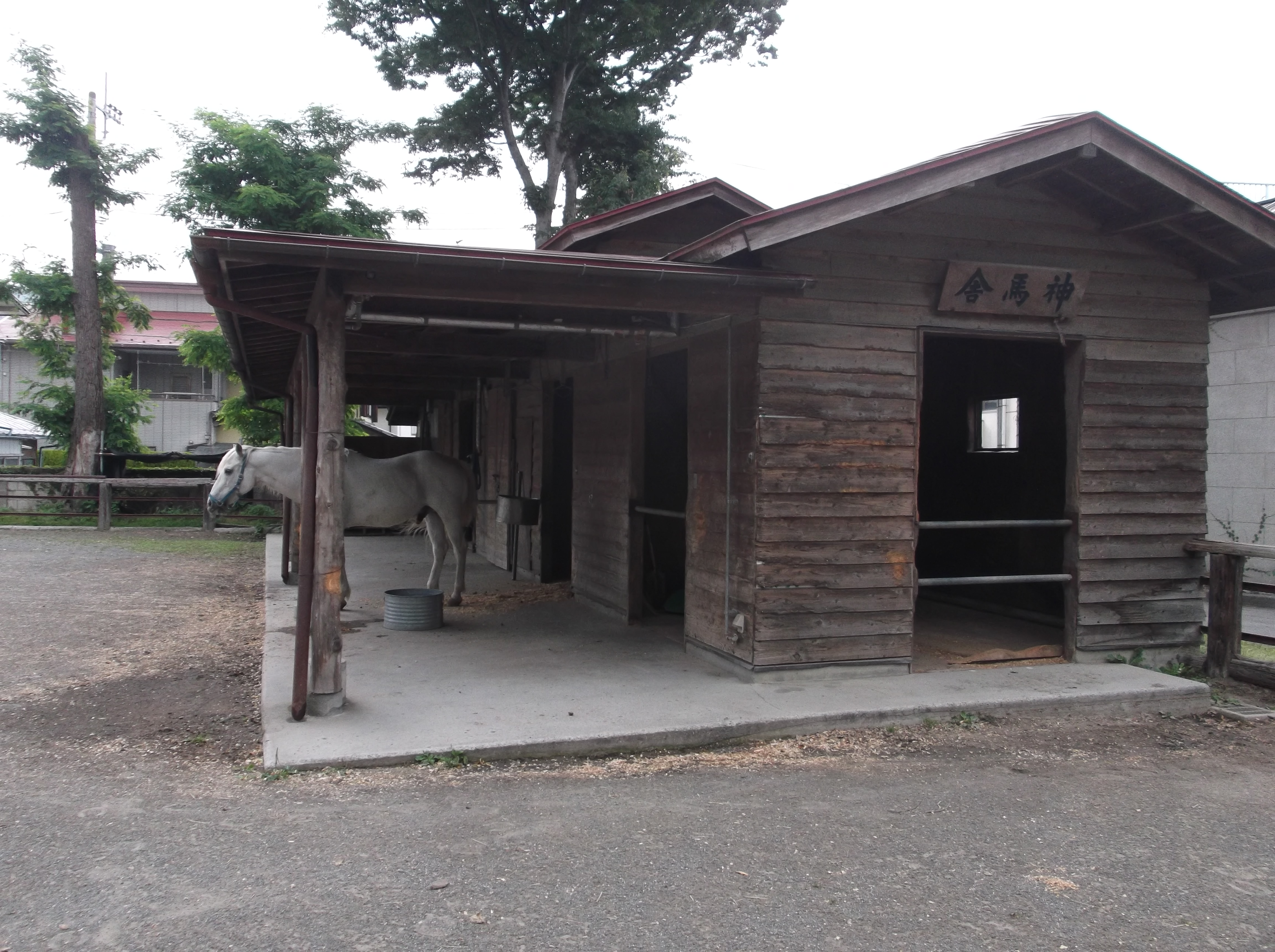
神馬を飼育している神馬舎（冨士山下宮小室浅間神社）